# Typhlocyba lautipennis
Typhlocyba lautipennis är en insektsart som beskrevs av Carl Stål 1859. Typhlocyba lautipennis ingår i släktet Typhlocyba och familjen dvärgstritar. Inga underarter finns listade i Catalogue of Life.